# Golfinho-de-laterais-brancas-do-atlântico
O golfinho-de-laterais-brancas-do-atlântico (Lagenorhynchus acutus) é um cetáceo da família dos delfinídeos encontrado nas águas temperadas frias do Atlântico Norte.

## Interação com seres humanos

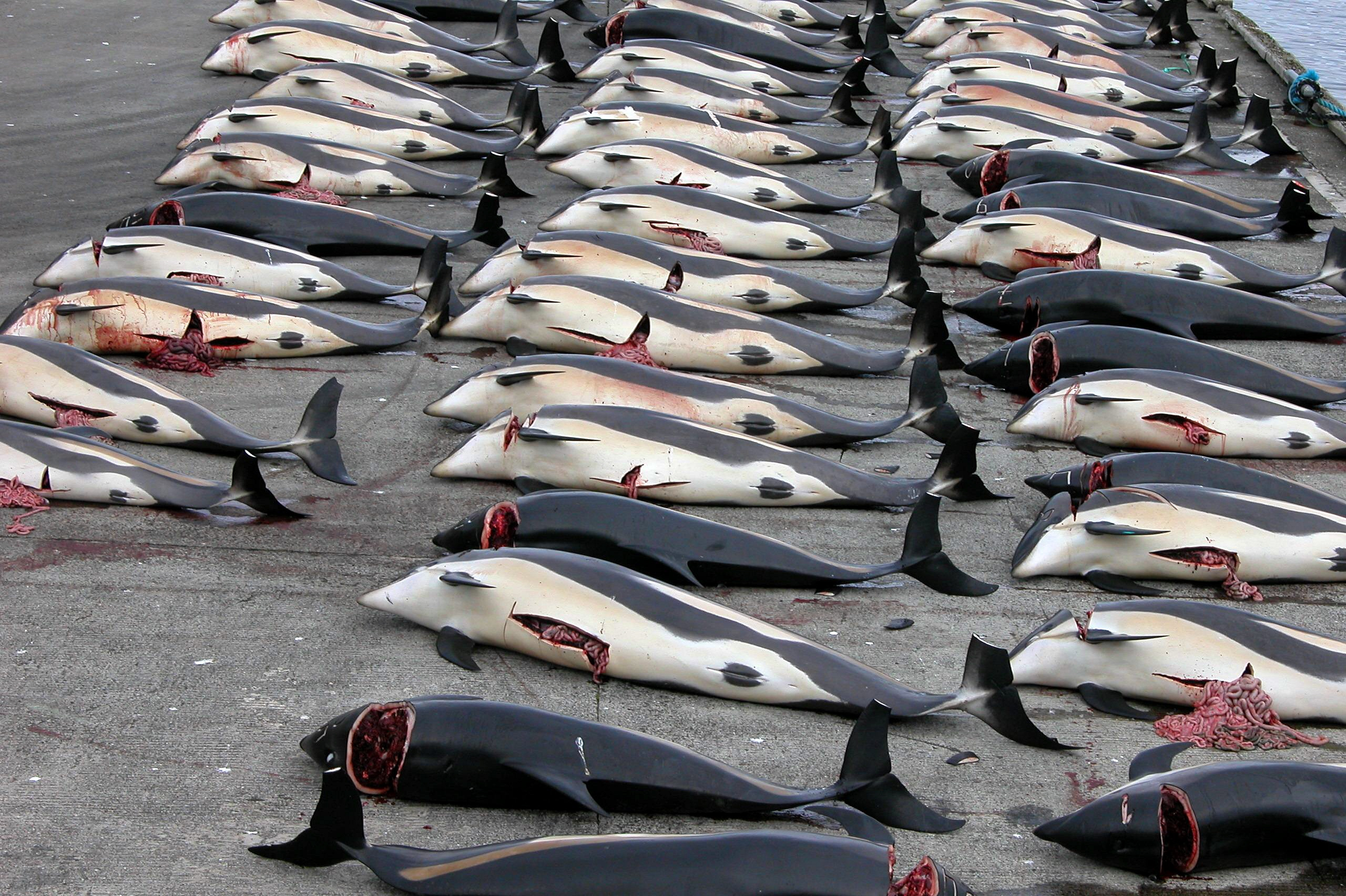
Hvalba, Ilhas faeroe em augosto de 2006

Historicamente, os Golfinho-de-laterais-brancas-do-atlântico foram mortos por caçadores em uma área entre a Noruega e a Terra Nova. Estas mortes cessaram nos últimos anos, embora ainda ocorram em menor medida do Ilhas Faroe, onde a carne e gordura estão em alta conta como alimento.
Capturas declaradas no período de 1995 a 1998 foram 157, 152, 350 e 438, respectivamente (Bloch e Olsen 1998, 1999;. Bloch et al 1997, 2000). Em 2002, o número divulgado foi de 774 mortos.

## Conservação
As populações do Mar do Norte e Báltico da espécie estão listadas no Apêndice II da Convenção sobre a Conservação das Espécies Migratórias de Animais Silvestres (CMS).
Além disso, o golfinho está abrangido pelo Acordo sobre a Conservação de Pequenos Cetáceos dos Mares Báltico, Atlântico Nordeste, Mares irlandeses e do Norte (ASCOBANS).